# 安龙福
安龙福（韓語：안용복），是17世纪朝鲜的渔夫兼能橹军。他生活于东莱府釜山。因为在當地有很多日本商人，所以他会说日语。

## 生平
17世纪末，由于朝鲜在郁陵岛和独岛实施空岛政策, 岛上没有朝鲜人居住。因此，60多年来，日本渔民往返于郁陵岛和日本之间，在郁陵岛海域捕鱼。
安龙福于1693年（肃宗19年）与东莱渔民一起前往郁陵岛捕鱼，3月和朴鱼俊一起被日本渔民绑架并带到银州。安龙福一行于6月30日抵达长崎。据《肃宗实录》记载，安龙福同伯耆国的番州展开谈判，要求幕府将安龙福等人移送返回至长崎，并要求写下「郁陵岛不是日本的领土」内容的书契。虽从幕府那里得到了「郁陵岛和资产岛是朝鲜领土」的书契，幕府声称是从长崎被大马岛藩主抢走了。
此后，大马岛藩主向朝鲜寄送了要求禁止竹岛出海捕鱼的书信。朝廷在对独岛的答复中表示，独岛竹岛要区别对待。此后，苏西美智升职为新的大马岛藩主。1696年1月28日，幕府禁止日本人前往郁陵岛。那年春天，安龙福再次前往郁陵岛，赶走了渔民们（安龙福的陈述），去了隐岐岛。他自称为郁陵于山两道监税官，与葫芦树藩主会面，请求幕府就大马岛藩主之罪上诉。
幕府在第二年通过大马岛藩主正式向朝方通报了禁止在郁陵岛附近捕鱼的事实。此后直到朝鲜哲宗时期为止，一直没有对郁陵岛产生过争议。安龙福从幕府收到的内容为“郁陵岛不是日本的领土（鬱陵島非日本界）”的书契是在17世纪时，日本判断郁陵岛（和其附属岛屿独岛）不是自己的领土的重要证据。虽然一开始并非有意为之，但最终还是由作为一介渔夫的安龙福做出了如此重大的决定。另一方面，日本政府对安龙福指责称「不代表朝鲜」，「在陈述上有很多矛盾」。

## 后来的评价
- 星湖李翊在《星湖社论》第3卷中写道：「我认为安龙福是英雄豪杰。一个卑微的军卒，冒着生命危险为国家与强敌较量，打消了奸诈之心，结束了几代人的纷争，恢复了一个村庄的土地，若不是聪明过人，是做不出这样的事情的。但是朝廷不仅没有给予嘉奖，反而给予先前的刑罚，最后还发配了流放，真是悲哀的事情。」[4]

- 1967年1月，朴正熙总统向安龙福纪念事业会赠送了「國土守護, 其功不滅」的墨宝。

- 郁陵岛有纪念安龙福的安龙福将军忠魂碑。
- 1967年10月，安龙福将军纪念事业会在釜山游泳史迹公园内树立了安龙福的忠魂塔。
- 2001年3月，守灵祠在游泳史迹公园内。另外，还建起了名为「守护疆域」的祠堂和铜像。

## 脚注
- ‘독도 사나이’ 안용복 탐구」（页面存档备份，存于）, 《신동아》, 2008.7.1.